# Telipogon papilio
Telipogon papilio är en orkidéart som beskrevs av Heinrich Gustav Reichenbach och Josef Ritter von Rawicz Warszewicz. Telipogon papilio ingår i släktet Telipogon och familjen orkidéer. Inga underarter finns listade i Catalogue of Life.

## Bildgalleri

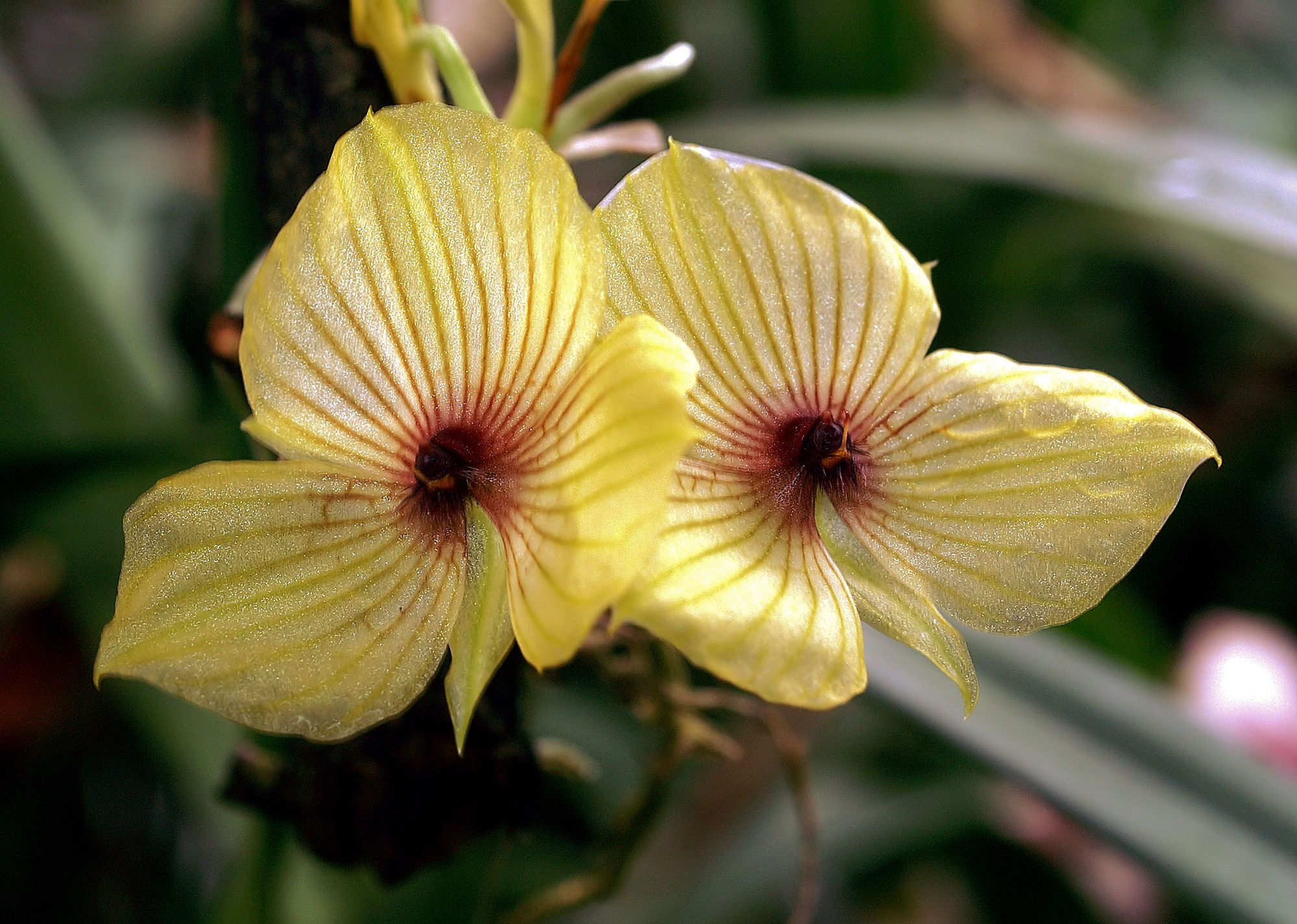